# Вал (Владимирская область)
Вал — деревня в Собинском районе Владимирской области России, входит в состав Асерховского сельского поселения.

## География
Деревня расположена в 13 км на северо-запад от центра поселения посёлка Асерхово, в 8 км на восток от райцентра Собинки.

## История
В конце XIX — начале XX века деревня входила в состав Воршинской волости Владимирского уезда, с 1926 года — в составе Собинской волости. В 1859 году в деревне числилось 30 дворов, в 1905 году — 54 двора, в 1926 году — 60 хозяйств.
С 1929 года деревня входила в состав Кадыевского сельсовета Собинского района, с 1965 года — в составе Вышмановского сельсовета, с 2005 года входит в состав Асерховского сельского поселения.

## Население
| 1859 | 1905 | 1926 |
| ---- | ---- | ---- |
| 215  | 301  | 247  |

| 1859 | 1905 | 1926 | 2002 | 2010 | 2021 |
| ---- | ---- | ---- | ---- | ---- | ---- |
| 215  | ↗301 | ↘247 | ↘22  | ↘13  | ↗22  |